# Tour de Ski 2009/10
Die Tour de Ski 2009/10 (Sponsorenname: Viessmann FIS Tour de Ski performance by Craft Sportswear) war ein im Rahmen des Skilanglauf-Weltcups 2009/2010 veranstaltetes Etappenrennen. Es fand vom 1. bis zum 10. Januar 2010 an vier verschiedenen Orten in drei Ländern statt. Die Austragungsorte 2010 waren Oberhof (in der DKB-Ski-Arena Oberhof), Prag, Toblach und im Val di Fiemme. Die Südtiroler Gemeinde Toblach trug erstmals eine Etappe der Tour de Ski aus.
Während der Tour 2010 legten die Frauen insgesamt eine Distanz von 60 Kilometern zurück, die Männer liefen insgesamt 102 Kilometer.

## Vorfeld
Nachdem das Etappenrennen im Vorjahr überwiegend positive Kritik erhalten hatte, bewarben sich mehrere Gemeinden als Austragungsorte für die vierte Auflage, darunter auch Städte in der Schweiz sowie in Liechtenstein und Österreich. Von den vier Stationen der Tour 2008/09 hatten der Startort Oberhof und der Zielort im Val di Fiemme Verträge bis 2013 erhalten, bei den tschechischen Ausrichtern Prag und Nové Město na Moravě lag das Problem in den Reisestrapazen für die Athleten. Im Mai 2009 verkündete die FIS schließlich, dass Prag zwar weiterhin Etappenort bleibe, Nové Město jedoch durch Toblach ersetzt werde. Die italienische Gemeinde, nahe der Grenze zu Österreich gelegen, profitierte dabei auch von einem neu errichteten Langlaufzentrum, das zur Saison 2009/10 in Betrieb genommen wird. Außerdem erleichtere das neue Programm die Logistik, da der Schlusstransfer von Nové Město ins Val di Fiemme vermieden werde, begründete der FIS-Renndirektor Jürg Capol die Vergabe an Toblach.
Eine weitere Änderung betraf den Zeitplan: die Tour de Ski begann erstmals im Januar statt im Dezember. Capol hoffte, eine größere Eröffnungsfeier in Oberhof durchführen zu können, wenn man diese auf den Neujahrstag lege.

## Austragungsorte und Rennen
Oberhof:
- 1. Januar: Prolog, freie Technik, Einzelstart, 2,5 km (Frauen) und 3,75 km (Männer).
- 2. Januar: Verfolgung, klassisch, Handicapstart*, 10 km (Frauen) und 15 km (Männer).
- 3. Januar: Sprint, klassisch, 1 km (Frauen und Männer).

 Prag:
- 4. Januar: Sprint, freie Technik, 1 km (Frauen und Männer).

 Toblach:
- 6. Januar: Verfolgung, freie Technik, Handicapstart*, 17 km (Frauen) und 36 km (Männer).
- 7. Januar: Distanzrennen, klassisch, 5 km (Frauen) und 10 km (Männer).

 Val di Fiemme:
- 9. Januar: Distanzrennen, klassisch, Massenstart, 10 km (Frauen) und 20 km (Männer).
- 10. Januar: Bergverfolgung, freie Technik, Handicapstart*, 9 km (Frauen) und 10 km (Männer).

(*) Handicapstart: Bei diesem Rennen wurde in der Reihenfolge des aktuellen Gesamtklassements gestartet, das heißt die/der Führende zuerst. Der Startabstand ergab sich aus der Differenz der Gesamtzeiten zwischen den Startern aller bis dahin absolvierten Rennen.

## Ergebnisse

### Gesamtführende nach Einzeletappen

#### Männer
| Ort             | Datum      | Disziplin                   | Etappensieger      | Gesamtwertung  | Sprintwertung  |
| --------------- | ---------- | --------------------------- | ------------------ | -------------- | -------------- |
| Oberhof         | 01.01.2010 | 3,7 km Prolog Freistil      | Petter Northug     | Petter Northug | Petter Northug |
| Oberhof         | 02.01.2010 | 15 km Verfolgung klassisch  | Petter Northug     | Petter Northug | Petter Northug |
| Oberhof         | 03.01.2010 | Sprint klassisch            | Eldar Rønning      | Petter Northug | Petter Northug |
| Prag            | 04.01.2010 | Sprint Freistil             | Emil Jönsson       | Emil Jönsson   | Emil Jönsson   |
| Cortina–Toblach | 06.01.2010 | 35 km Verfolgung Freistil   | Petter Northug     | Petter Northug | Simen Østensen |
| Cortina–Toblach | 07.01.2010 | 10 km klassisch             | Daniel Rickardsson | Petter Northug | Simen Østensen |
| Val di Fiemme   | 09.01.2010 | 20 km klassisch Massenstart | Lukáš Bauer        | Petter Northug | Petter Northug |
| Val di Fiemme   | 10.01.2010 | 10 km Verfolgung Freistil   | Lukáš Bauer        | Lukáš Bauer    | Petter Northug |

#### Frauen
| Ort             | Datum      | Disziplin                   | Etappensiegerin        | Gesamtwertung       | Sprintwertung |
| --------------- | ---------- | --------------------------- | ---------------------- | ------------------- | ------------- |
| Oberhof         | 01.01.2010 | 2,5 km Prolog Freistil      | Petra Majdič           | Petra Majdič        | Petra Majdič  |
| Oberhof         | 02.01.2010 | 10 km Verfolgung klassisch  | Justyna Kowalczyk      | Justyna Kowalczyk   | Petra Majdič  |
| Oberhof         | 03.01.2010 | Sprint klassisch            | Petra Majdič           | Justyna Kowalczyk   | Petra Majdič  |
| Prag            | 04.01.2010 | Sprint Freistil             | Natalja Korosteljowa   | Aino-Kaisa Saarinen | Petra Majdič  |
| Cortina–Toblach | 06.01.2010 | 16 km Verfolgung Freistil   | Arianna Follis         | Arianna Follis      | Petra Majdič  |
| Cortina–Toblach | 07.01.2010 | 5 km klassisch              | Justyna Kowalczyk      | Justyna Kowalczyk   | Petra Majdič  |
| Val di Fiemme   | 09.01.2010 | 10 km klassisch Massenstart | Petra Majdič           | Petra Majdič        | Petra Majdič  |
| Val di Fiemme   | 10.01.2010 | 9 km Verfolgung Freistil    | Kristin Størmer Steira | Justyna Kowalczyk   | Petra Majdič  |

### Etappen

#### Oberhof (Prolog)
| Frauen | Frauen                  | Frauen      | Frauen |
| Platz  | Name                    | Zeit        | BS     |
| ------ | ----------------------- | ----------- | ------ |
| 1      | Petra Majdič            | 6:35,30 min | 15     |
| 2      | Natalja Korosteljowa    | 6:37,40 min | 10     |
| 3      | Justyna Kowalczyk       | 6:41,60 min | 5      |
| 4      | Arianna Follis          | 6:42,30 min |        |
| 5      | Miriam Gössner          | 6:48,00 min |        |
| 6      | Aino-Kaisa Saarinen     | 6:50,80 min |        |
| 7      | Celine Brun-Lie         | 6:51,00 min |        |
| 8      | Riitta-Liisa Roponen    | 6:51,50 min |        |
| 9      | Kristin Størmer Steira  | 6:51,70 min |        |
| 10     | Hanna Brodin            | 6:52,90 min |        |
| 11     | Olga Sawjalowa          | 6:53,30 min |        |
| 12     | Claudia Nystad          | 6:53,70 min |        |
| …      |                         |             |        |
| 17     | Evi Sachenbacher-Stehle | 6:56,00 min |        |
| 24     | Stefanie Böhler         | 6:58,60 min |        |
| 31     | Nicole Fessel           | 6:59,70 min |        |
| 33     | Katrin Zeller           | 7:00,70 min |        |
| 47     | Denise Herrmann         | 7:03,80 min |        |
| 50     | Manuela Henkel          | 7:06,30 min |        |
| 53     | Kateřina Smutná         | 7:08,00 min |        |
| 68     | Doris Trachsel          | 7:18,90 min |        |
| 71     | Seraina Mischol         | 7:20,70 min |        |
| 74     | Silvana Bucher          | 7:44,40 min |        |

| Männer | Männer             | Männer      | Männer |
| Platz  | Name               | Zeit        | BS     |
| ------ | ------------------ | ----------- | ------ |
| 1      | Petter Northug     | 7:37,40 min | 15     |
| 2      | Marcus Hellner     | 7:38,20 min | 10     |
| 3      | Axel Teichmann     | 7:39,40 min | 5      |
| 4      | Dario Cologna      | 7:39,90 min |        |
| 5      | Sergei Schirjajew  | 7:42,60 min |        |
| 6      | Loris Frasnelli    | 7:43,60 min |        |
| 7      | Jean-Marc Gaillard | 7:45,10 min |        |
| 8      | Lukáš Bauer        | 7:45,50 min |        |
| 9      | Alexander Legkow   | 7.47,10 min |        |
| 9      | Jesper Modin       | 7.47,10 min |        |
| 11     | Andreas Katz       | 7:48,70 min |        |
| 12     | Ville Nousiainen   | 7:48,90 min |        |
| …      |                    |             |        |
| 16     | Tom Reichelt       | 7:49,70 min |        |
| 19     | René Sommerfeldt   | 7:51,30 min |        |
| 33     | Curdin Perl        | 7:53,60 min |        |
| 35     | Tobias Angerer     | 7:53,80 min |        |
| 48     | Manuel Hirner      | 7:58,40 min |        |
| 51     | Tim Tscharnke      | 7:59,00 min |        |
| 62     | Jens Filbrich      | 8:04,10 min |        |
| 63     | Eligius Tambornino | 8:04,20 min |        |
| 66     | Benjamin Seifert   | 8:06,60 min |        |
| 72     | Markus Bader       | 8:11,10 min |        |
| 73     | Philipp Marschall  | 8:12,00 min |        |
| 77     | Thomas Ebner       | 8:19,20 min |        |
| 80     | Peter von Allmen   | 8:24,10 min |        |

Anmerkung: BS = Bonussekunden

#### Oberhof (Verfolgung)
| Frauen | Frauen                  | Frauen       |
| Platz  | Name                    | Zeit         |
| ------ | ----------------------- | ------------ |
| 1      | Justyna Kowalczyk       | 28:10,00 min |
| 2      | Aino-Kaisa Saarinen     | 28:12,80 min |
| 3      | Kristin Størmer Steira  | 28:15,70 min |
| 4      | Virpi Kuitunen          | 28:23,20 min |
| 5      | Arianna Follis          | 28:36,60 min |
| 6      | Natalja Korosteljowa    | 28:41,30 min |
| 7      | Marianna Longa          | 28:44,00 min |
| 8      | Vibeke W. Skofterud     | 28:44,80 min |
| 9      | Olga Sawjalowa          | 28:45,20 min |
| 10     | Petra Majdič            | 28:45,70 min |
| 11     | Pirjo Muranen           | 29:03,80 min |
| 12     | Walentyna Schewtschenko | 29:04,70 min |
| …      |                         |              |
| 16     | Evi Sachenbacher-Stehle | 29:21,20 min |
| 24     | Kateřina Smutná         | 29:44,50 min |
| 25     | Nicole Fessel           | 29:46,60 min |
| 28     | Katrin Zeller           | 29:52,50 min |
| 37     | Stefanie Böhler         | 30:25,60 min |
| 41     | Claudia Nystad          | 30:34,00 min |
| 42     | Manuela Henkel          | 30:35,50 min |
| 44     | Denise Herrmann         | 30:36,40 min |
| 66     | Doris Trachsel          | 31:55,10 min |
| 67     | Seraina Mischol         | 31:55,80 min |
| 73     | Silvana Bucher          | 34:40,50 min |

| Männer | Männer             | Männer       |
| Platz  | Name               | Zeit         |
| ------ | ------------------ | ------------ |
| 1      | Petter Northug     | 39:45,00 min |
| 2      | Maxim Wylegschanin | 39:45,10 min |
| 3      | Matti Heikkinen    | 39:45,80 min |
| 4      | Lukáš Bauer        | 39:47,40 min |
| 5      | Tobias Angerer     | 39:48,00 min |
| 6      | Axel Teichmann     | 39:50,20 min |
| 7      | Sami Jauhojärvi    | 39:54,40 min |
| 8      | Jens Filbrich      | 39:54,90 min |
| 9      | Marcus Hellner     | 39:55,40 min |
| 10     | Devon Kershaw      | 39:55,80 min |
| 11     | Emil Jönsson       | 39:58,30 min |
| 12     | Dario Cologna      | 40:02,00 min |
| …      |                    |              |
| 16     | Curdin Perl        | 40:05,50 min |
| 18     | Tim Tscharnke      | 40:07,80 min |
| 19     | René Sommerfeldt   | 40:09,60 min |
| 29     | Tom Reichelt       | 40:18,70 min |
| 44     | Manuel Hirner      | 41:29,30 min |
| 62     | Benjamin Seifert   | 42:11,00 min |
| 64     | Andreas Katz       | 42:19,60 min |
| 74     | Philipp Marschall  | 43:30,20 min |
| 78     | Thomas Ebner       | 44:19,30 min |
| 80     | Markus Bader       | 44:48,40 min |
| 82     | Eligius Tambornino | 45:41,50 min |
| 85     | Peter von Allmen   | 47:23,00 min |

#### Oberhof (Sprint)
Hinweis: Die Liste ist nach dem Endresultat im Sprint sortiert. Zusätzlich geht auch die Prologzeit in die Gesamtwertung ein, diese ist in der Spalte Zeit vermerkt.
| Frauen | Frauen                  | Frauen      | Frauen |
| Platz  | Name                    | Zeit        | BS     |
| ------ | ----------------------- | ----------- | ------ |
| 1      | Petra Majdič            | 4:24,92 min | 60     |
| 2      | Justyna Kowalczyk       | 4:22,15 min | 56     |
| 3      | Aino-Kaisa Saarinen     | 4:19,67 min | 52     |
| 4      | Arianna Follis          | 4:27,24 min | 48     |
| 5      | Kristin Størmer Steira  | 4:34,58 min | 44     |
| 6      | Alena Procházková       | 4:30,01 min | 42     |
| 7      | Kateřina Smutná         | 4:29,41 min | 40     |
| …      |                         |             |        |
| 21     | Katrin Zeller           | 4:35,82 min | 10     |
| 27     | Nicole Fessel           | 4:34,82 min | 4      |
| 35     | Manuela Henkel          | 4:40,79 min |        |
| 38     | Evi Sachenbacher-Stehle | 4:41,93 min |        |
| 39     | Doris Trachsel          | 4:42,78 min |        |
| 50     | Denise Herrmann         | 4:48,71 min |        |
| 54     | Seraina Mischol         | 4:51,41 min |        |
| 55     | Claudia Nystad          | 4:52,30 min |        |

| Männer | Männer             | Männer      | Männer |
| Platz  | Name               | Zeit        | BS     |
| ------ | ------------------ | ----------- | ------ |
| 1      | Eldar Rønning      | 3:43,80 min | 60     |
| 2      | Petter Northug     | 3:46,29 min | 56     |
| 3      | Axel Teichmann     | 3:46,74 min | 52     |
| 4      | Teodor Peterson    | 3:45,69 min | 48     |
| 5      | Emil Jönsson       | 3:41,78 min | 44     |
| 6      | Iwan Alypow        | 3:46,00 min | 42     |
| …      |                    |             |        |
| 10     | Dario Cologna      | 3:53,16 min | 34     |
| 23     | Tim Tscharnke      | 3:51,03 min | 8      |
| 24     | Tobias Angerer     | 3:51,69 min | 7      |
| 29     | Jens Filbrich      | 3:54,26 min | 2      |
| 31     | Manuel Hirner      | 3:54,48 min |        |
| 36     | René Sommerfeldt   | 3:55,27 min |        |
| 40     | Benjamin Seifert   | 3:56,48 min |        |
| 42     | Curdin Perl        | 3:56,53 min |        |
| 51     | Markus Bader       | 3:59,99 min |        |
| 55     | Thomas Ebner       | 4:00,76 min |        |
| 59     | Tom Reichelt       | 4:01,74 min |        |
| 69     | Andreas Katz       | 4:05,49 min |        |
| 72     | Eligius Tambornino | 4:05,77 min |        |
| 74     | Peter von Allmen   | 4:09,59 min |        |

Anmerkung: BS = Bonussekunden

#### Prag (Sprint)
Hinweis: Die Liste ist nach dem Endresultat im Sprint sortiert. Zusätzlich geht auch die Prologzeit in die Gesamtwertung ein, diese ist in der Spalte Zeit vermerkt.
| Frauen | Frauen                  | Frauen      | Frauen |
| Platz  | Name                    | Zeit        | BS     |
| ------ | ----------------------- | ----------- | ------ |
| 1      | Natalja Korosteljowa    | 2:56,84 min | 60     |
| 2      | Celine Brun-Lie         | 3:00,74 min | 56     |
| 3      | Alena Procházková       | 2:59,60 min | 52     |
| 4      | Arianna Follis          | 3:00,27 min | 48     |
| 5      | Aino-Kaisa Saarinen     | 2:59,96 min | 44     |
| 6      | Vesna Fabjan            | 2:54,73 min | 42     |
| …      |                         |             |        |
| 27     | Nicole Fessel           | 3:02,13 min | 4      |
| 28     | Denise Herrmann         | 3:02,84 min | 3      |
| 36     | Evi Sachenbacher-Stehle | 3:04,09 min |        |
| 46     | Kateřina Smutná         | 3:05,80 min |        |
| 48     | Katrin Zeller           | 3:06,14 min |        |

| Männer | Männer             | Männer      | Männer |
| Platz  | Name               | Zeit        | BS     |
| ------ | ------------------ | ----------- | ------ |
| 1      | Emil Jönsson       | 2:31,31 min | 60     |
| 2      | Marcus Hellner     | 2:35,71 min | 56     |
| 3      | Simen Østensen     | 2:34,46 min | 52     |
| 4      | Dušan Kožíšek      | 2:36,24 min | 48     |
| 5      | Teodor Peterson    | 2:36,49 min | 44     |
| 6      | Andrew Newell      | 2:34,22 min | 42     |
| …      |                    |             |        |
| 10     | Tim Tscharnke      | 2:35,02 min | 34     |
| 11     | Dario Cologna      | 2:35,60 min | 32     |
| 18     | Tom Reichelt       | 2:35,48 min | 13     |
| 23     | Thomas Ebner       | 2:36,06 min | 8      |
| 31     | Curdin Perl        | 2:38,37 min |        |
| 35     | Eligius Tambornino | 2:38,70 min |        |
| 37     | Tobias Angerer     | 2:38,82 min |        |
| 38     | Markus Bader       | 2:38,84 min |        |
| 51     | Peter von Allmen   | 2:40,65 min |        |
| 58     | Axel Teichmann     | 2:42,59 min |        |
| 61     | Jens Filbrich      | 2:42,81 min |        |
| 65     | Manuel Hirner      | 2:43,31 min |        |
| 77     | René Sommerfeldt   | 2:48,12 min |        |

Anmerkung: BS = Bonussekunden

#### Toblach (Verfolgung)
| Frauen | Frauen                 | Frauen       |
| Platz  | Name                   | Zeit         |
| ------ | ---------------------- | ------------ |
| 1      | Arianna Follis         | 34:34,80 min |
| 2      | Petra Majdič           | 34:38,20 min |
| 3      | Justyna Kowalczyk      | 34:38,90 min |
| 4      | Aino-Kaisa Saarinen    | 35:02,40 min |
| 5      | Marianna Longa         | 36:35,70 min |
| 6      | Aljona Sidko           | 36:36,80 min |
| 7      | Riitta-Liisa Roponen   | 36:38,50 min |
| 8      | Olga Sawjalowa         | 36:38,90 min |
| 9      | Kristin Størmer Steira | 36:42,50 min |
| 10     | Vibeke W. Skofterud    | 37:18,20 min |
| 11     | Magda Genuin           | 37:41,90 min |
| 12     | Olga Rotschewa         | 37:42,40 min |
| …      |                        |              |
| 17     | Katrin Zeller          | 37:51,30 min |
| 18     | Kateřina Smutná        | 37:52,00 min |

| Männer | Männer              | Männer       |
| Platz  | Name                | Zeit         |
| ------ | ------------------- | ------------ |
| 1      | Petter Northug      | 1:25:38,00 h |
| 2      | Dario Cologna       | 1:25:38,40 h |
| 3      | Marcus Hellner      | 1:25:38,80 h |
| 4      | Jean-Marc Gaillard  | 1:25:48,80 h |
| 5      | Matti Heikkinen     | 1:25:50,00 h |
| 6      | Axel Teichmann      | 1:26:00,30 h |
| 7      | Curdin Perl         | 1:26:14,10 h |
| 8      | Tord Asle Gjerdalen | 1:26:14,70 h |
| 9      | Ivan Babikov        | 1:26:15,00 h |
| 10     | Tom Reichelt        | 1:26:15,10 h |
| 11     | Jens Filbrich       | 1:26:15,40 h |
| 12     | René Sommerfeldt    | 1:26:15,90 h |
| …      |                     |              |
| 30     | Tobias Angerer      | 1:29:15,20 h |
| 38     | Manuel Hirner       | 1:32:36,40 h |

#### Toblach (Distanzrennen)
| Frauen | Frauen                 | Frauen       |
| Platz  | Name                   | Zeit         |
| ------ | ---------------------- | ------------ |
| 1      | Justyna Kowalczyk      | 12:37,60 min |
| 2      | Aino-Kaisa Saarinen    | 12:49,20 min |
| 3      | Petra Majdič           | 12:52,40 min |
| 4      | Kristin Størmer Steira | 13:03,20 min |
| 5      | Vibeke W. Skofterud    | 13:04,70 min |
| 6      | Arianna Follis         | 13:04,90 min |
| 7      | Aljona Sidko           | 13:06,50 min |
| 8      | Julija Tschekaljowa    | 13:07,10 min |
| 9      | Marthe Kristoffersen   | 13:12,90 min |
| 10     | Katrin Zeller          | 13:14,40 min |
| 11     | Pirjo Muranen          | 13:16,60 min |
| 12     | Magdalena Pajala       | 13:18,20 min |
| …      |                        |              |
| 24     | Kateřina Smutná        | 13:35,10 min |

| Männer | Männer             | Männer       |
| Platz  | Name               | Zeit         |
| ------ | ------------------ | ------------ |
| 1      | Daniel Richardsson | 23:14,50 min |
| 2      | Lukáš Bauer        | 23:16,20 min |
| 3      | Petter Northug     | 23:20,70 min |
| 4      | Axel Teichmann     | 23:27,90 min |
| 5      | Marcus Hellner     | 23:40,00 min |
| 6      | Matti Heikkinen    | 23:43,10 min |
| 7      | Giorgio Di Centa   | 23:46,10 min |
| 8      | Dario Cologna      | 23:50,00 min |
| 9      | Alex Harvey        | 23:56,90 min |
| 10     | Jens Filbrich      | 24:00,90 min |
| 11     | René Sommerfeldt   | 24:02,40 min |
| 12     | Sergei Schirjajew  | 24:04,20 min |
| …      |                    |              |
| 28     | Manuel Hirner      | 24:19,30 min |
| 48     | Tom Reichelt       | 24:55,30 min |

#### Val di Fiemme (Massenstart)
| Frauen | Frauen                   | Frauen       |
| Platz  | Name                     | Zeit         |
| ------ | ------------------------ | ------------ |
| 1      | Petra Majdič             | 34:06,04 min |
| 2      | Elena Kolomina           | 34:06,10 min |
| 3      | Marianna Longa           | 34:07,04 min |
| 4      | Riikka Sarasoja          | 34:07,07 min |
| 5      | Arianna Follis           | 34:08,08 min |
| 6      | Britta Johansson Norgren | 34:08,09 min |
| 7      | Olga Savialova           | 34:10,08 min |
| 8      | Eva Nývltová             | 34:10,09 min |
| 9      | Magdalena Pajala         | 34:10,11 min |
| 10     | Katrin Zeller            | 34:12,04 min |
| 11     | Kamila Rajdlová          | 34:12,05 min |
| 12     | Ivana Janečková          | 34:12,06 min |
| …      |                          |              |
| 22     | Kateřina Smutná          | 34:20,06 min |

| Männer | Männer                 | Männer       |
| Platz  | Name                   | Zeit         |
| ------ | ---------------------- | ------------ |
| 1      | Lukáš Bauer            | 0:59:03,50 h |
| 2      | Petter Northug         | 0:59:35,00 h |
| 3      | Axel Teichmann         | 0:59:35,80 h |
| 4      | Dario Cologna          | 0:59:36,80 h |
| 5      | Daniel Richardsson     | 0:59:40,60 h |
| 6      | Jean-Marc Gaillard     | 0:59:45,50 h |
| 7      | René Sommerfeldt       | 0:59:48,10 h |
| 8      | Sergei Tscherepanow    | 0:59:48,90 h |
| 9      | Martin Johnsrud Sundby | 0:59:50,00 h |
| 10     | Jens Filbrich          | 0:59:51,50 h |
| 11     | Marcus Hellner         | 0:59:57,20 h |
| 12     | Tord Asle Gjerdalen    | 0:59:58,20 h |
| …      |                        |              |
| 19     | Curdin Perl            | 1:00:31,70 h |
| 23     | Tom Reichelt           | 1:00:39,20 h |
| 38     | Manuel Hirner          | 1:01:59,70 h |

#### Val di Fiemme (Bergverfolgung)
| Frauen | Frauen                 | Frauen       |
| Platz  | Name                   | Zeit         |
| ------ | ---------------------- | ------------ |
| 1      | Justyna Kowalczyk      | 36:45,80 min |
| 2      | Petra Majdič           | 37:05,40 min |
| 3      | Arianna Follis         | 37:57,90 min |
| 4      | Aino-Kaisa Saarinen    | 38.20,50 min |
| 5      | Kristin Størmer Steira | 38:53,80 min |
| 6      | Riitta-Liisa Roponen   | 39:12,80 min |
| 7      | Olga Sawjalowa         | 40:06,90 min |
| 8      | Marianna Longa         | 40:19,30 min |
| 9      | Aljona Sidko           | 40:40,70 min |
| 10     | Katrin Zeller          | 41:32,90 min |
| 11     | Marthe Kristoffersen   | 41:50,30 min |
| 12     | Jewgenija Medwedewa    | 41:57,70 min |

| Männer | Männer             | Männer       |
| Platz  | Name               | Zeit         |
| ------ | ------------------ | ------------ |
| 1      | Lukáš Bauer        | 33:51,70 min |
| 2      | Petter Northug     | 35:08,10 min |
| 3      | Dario Cologna      | 35:23,90 min |
| 4      | Marcus Hellner     | 35:33,10 min |
| 5      | Jean-Marc Gaillard | 35:44,30 min |
| 6      | René Sommerfeldt   | 36:53,10 min |
| 7      | Axel Teichmann     | 36:59,70 min |
| 8      | Daniel Richardsson | 37:08,00 min |
| 9      | Ivan Babikov       | 37:23,50 min |
| 10     | Giorgio Di Centa   | 37:30,10 min |
| 11     | Jens Filbrich      | 38:01,90 min |
| 12     | Matti Heikkinen    | 38:10,20 min |
| …      |                    |              |
| 15     | Curdin Perl        | 39:11,10 min |
| 17     | Tom Reichelt       | 39:51,80 min |

## Preisgelder
|               | 1.          | 2.         | 3.         | … | 10.          | Täglich   | Gesamt      |
| ------------- | ----------- | ---------- | ---------- | - | ------------ | --------- | ----------- |
| Gesamtwertung | 131.250 CHF | 87.750 CHF | 43.750 CHF | … | 2.187,50 CHF | 2.500 CHF | 300.000 CHF |
| Sprintwertung | 010.000 CHF | 05.000 CHF | 02.500 CHF | – | –            | –         | 020.000 CHF |
| Teamwertung   | 010.000 CHF | 06.000 CHF | 04.000 CHF | – | –            | –         | 020.000 CHF |
| Etappe        | 005.000 CHF | 03.000 CHF | 02.000 CHF | – | –            | –         | 010.000 CHF |

## Berichterstattung
In 59 Ländern, darunter auch in Deutschland, übernimmt die ARD oder das ZDF und der Sportsender Eurosport die Liveübertragung der Tour de Ski 2010. Beim ZDF moderiert Yorck Polus (ohne Experten), bei der ARD moderiert Isabella Müller-Reinhardt und der Experte ist Peter Schlickenrieder. Eurosport setzt dabei auf Stéphane Franke und Viola Bauer als Expertin.
Das Schweizer Fernsehen SF sendet die gesamte Tour de Ski 2010 live auf SF zwei. Kommentiert werden die Übertragungen von Peter Minder und Experte Adriano Iseppi, dem ehemaligen Chef Langlauf von Swiss-Ski.